# La Neuveville-sous-Châtenois
La Neuveville-sous-Châtenois és un municipi francès, situat al departament dels Vosges i a la regió del Gran Est. L'any 2007 tenia 360 habitants.

## Demografia

### Població
El 2007 la població de fet de La Neuveville-sous-Châtenois era de 360 persones. Hi havia 136 famílies, de les quals 24 eren unipersonals (8 homes vivint sols i 16 dones vivint soles), 36 parelles sense fills, 48 parelles amb fills i 28 famílies monoparentals amb fills.
La població ha evolucionat segons el següent gràfic:
Habitants censats

### Habitatges
El 2007 hi havia 160 habitatges, 139 eren l'habitatge principal de la família, 7 eren segones residències i 14 estaven desocupats. 147 eren cases i 12 eren apartaments. Dels 139 habitatges principals, 124 estaven ocupats pels seus propietaris, 13 estaven llogats i ocupats pels llogaters i 2 estaven cedits a títol gratuït; 2 tenien una cambra, 14 en tenien tres, 30 en tenien quatre i 93 en tenien cinc o més. 102 habitatges disposaven pel capbaix d'una plaça de pàrquing. A 50 habitatges hi havia un automòbil i a 74 n'hi havia dos o més.

### Piràmide de població
La piràmide de població per edats i sexe el 2009 era:
| Homes | Edats   | Dones |
| ----- | ------- | ----- |
| 0     | 95 o +  | 0     |
| 0     | 90 a 94 | 4     |
| 0     | 85 a 89 | 4     |
| 0     | 80 a 84 | 4     |
| 8     | 75 a 79 | 0     |
| 0     | 70 a 74 | 4     |
| 4     | 65 a 69 | 12    |
| 20    | 60 a 64 | 8     |
| 8     | 55 a 59 | 4     |
| 16    | 50 a 54 | 16    |
| 24    | 45 a 49 | 24    |
| 8     | 40 a 44 | 8     |
| 16    | 35 a 39 | 8     |
| 12    | 30 a 34 | 4     |
| 12    | 25 a 29 | 4     |
| 16    | 20 a 24 | 0     |
| 8     | 15 a 19 | 4     |
| 12    | 10 a 14 | 4     |
| 0     | 5 a 9   | 12    |
| 4     | 0 a 4   | 0     |

## Economia
El 2007 la població en edat de treballar era de 226 persones, 157 eren actives i 69 eren inactives. De les 157 persones actives 139 estaven ocupades (83 homes i 56 dones) i 18 estaven aturades (6 homes i 12 dones). De les 69 persones inactives 24 estaven jubilades, 15 estaven estudiant i 30 estaven classificades com a «altres inactius».

### Ingressos
El 2009 a La Neuveville-sous-Châtenois hi havia 145 unitats fiscals que integraven 375,5 persones, la mediana anual d'ingressos fiscals per persona era de 15.926 €.

### Activitats econòmiques
Dels 9 establiments que hi havia el 2007, 2 eren d'empreses de construcció, 2 d'empreses de comerç i reparació d'automòbils, 2 d'empreses d'hostatgeria i restauració, 1 d'una empresa immobiliària, 1 d'una empresa de serveis i 1 d'una empresa classificada com a «altres activitats de serveis».
Els 2 serveis als particulars que hi havia el 2009 eren guixaires pintors.
L'any 2000 a La Neuveville-sous-Châtenois hi havia 6 explotacions agrícoles.

## Equipaments sanitaris i escolars
El 2009 hi havia una escola elemental.

## Poblacions més properes
El següent diagrama mostra les poblacions més properes.